# Thẩm Tự Cơ
Thẩm Dị Cơ (chữ Hán: 审食其, ?-177 TCN), thường phiên là Thẩm Tự Cơ, là thừa tướng nhà Hán trong lịch sử Trung Quốc. Ông trở thành Tả thừa tướng dưới thời Lã hậu chấp chính.

## Thời Hán Sở
Thẩm Dị Cơ vốn là người đất Bái, cùng quê với Lưu Bang.
Năm 205 TCN, Lưu Bang nhân lúc Hạng Vũ sa lầy chiến tranh ở nước Tề, bèn cùng các chư hầu tiến vào đánh chiếm kinh đô Tây Sở là Bành Thành. Do chủ quan, Lưu Bang bị Hạng Vũ mang quân về đánh cho đại bại. Lưu Bang vội vã bỏ chạy. Cha và vợ Lưu Bang là Lưu Thái Công và Lã Trĩ bị quân Tây Sở bắt được. Lúc đó Thẩm Dị Cơ cùng bị bắt với Lưu Công và Lã Trĩ, theo hầu hạ Lã Trĩ ở đất Tây Sở.
Sau 2 năm, năm 203 TCN, Lưu Bang và Hạng Vũ giảng hòa, Hạng Vũ bèn tha cho Lưu Công và Lã Trĩ về với Hán vương Lưu Bang. Thẩm Dị Cơ cũng trở về Hán. Ông được Hán vương cất nhắc làm Tịch Dương hầu và được Lã Trĩ yêu.

## Thời Hán
Năm 202 TCN, Lưu Bang diệt Hạng Vũ lên ngôi hoàng đế, tức là Hán Cao Tổ. Thẩm Dị Cơ là người hầu hạ trong cung cấm. Tháng tư năm 195 TCN, Hán Cao Tổ mất. Vua Hán mất đã bốn ngày nhưng Lã hậu chưa báo tang. Vì thái tử Lưu Doanh còn nhỏ, Lã hậu sợ các tướng không phục sẽ làm loạn, do đó bàn mưu với Thẩm Dị Cơ định giết chết các công thần.
Tướng Lịch Thương ở kinh thành biết mưu đó, khuyên Thẩm Dị Cơ nên can Lã hậu không thực hiện ý định này, vì sẽ kích động các tướng đang cầm quân ở ngoài làm phản. Thẩm Dị Cơ vội đi nói với Lã Hậu. Lã hậu nghe ra, bèn báo tang Hán Cao Tổ. Vì vậy không xảy ra biến cố nào.
Thái tử Lưu Doanh con Lã hậu lên ngôi, tức là Hán Huệ Đế. Thái hậu Lã Trĩ chuyên quyền, trừ diệt những người con vợ khác của Lưu Bang.
Năm 188 TCN, Hán Huệ Đế vì mất thực quyền, sa vào tửu sắc và sinh bệnh mất sớm. Lã thái hậu lập Thiếu đế Lưu Cung lên ngôi. Lã thái hậu được cho là có tình cảm với Thẩm Dị Cơ, cất nhắc ông lên làm Tả thừa tướng và cho Tả thừa tướng Trần Bình làm Hữu thừa tướng thay Vương Lăng - người bất đồng chính kiến với Lã hậu. Tư Mã Thiên đã kín đáo chép về việc này trong Sử ký: "Tả thừa tướng không làm việc, thường lo việc ở trong cung". Dị Cơ được tin dùng, lũng đoạn triều Hán, nhiều quan lại muốn được việc phải nhờ cậy ông.
Tháng 7 năm 180 TCN, Lã thái hậu qua đời. Thẩm Dị Cơ được cử làm thái phó của Thiếu đế Lưu Hồng.
Tháng 9 năm đó, các công thần khai quốc nhà Hán là Hữu thừa tướng Trần Bình, thái úy Chu Bột lật đổ mấy vị vương hầu họ Lã, giết những người trong nhà họ Lã. Em gái Lã hậu là Lã Tu, vợ công thần Phàn Khoái, cùng con trai cũng bị đánh roi đến chết. Riêng Thẩm Dị Cơ có quan hệ gần gũi với Lã hậu nhưng không bị trị tội mà trở lại chức Tả thừa tướng.
Tháng 9 nhuận năm đó, các đại thần giết Thiếu đế Lưu Hồng và đón Đại vương Lưu Hằng lên ngôi, tức là Hán Văn Đế. Thẩm Dị Cơ bị mất ngôi thừa tướng nhưng vẫn được hưởng tước Tịch Dương hầu.

## Bị giết
Hoài Nam vương Lưu Trường là người em còn lại của Văn đế, có tư thù với Thẩm Dị Cơ. Lưu Trường cho rằng Thẩm Dị Cơ có trách nhiệm trong cái chết của mẹ mình thời Hán Cao Tổ.
Tháng 4 năm 177 TCN, Lưu Trường lên kinh đô Trường An yết kiến Văn Đế. Nhân dịp đó Lưu Trường cùng thủ hạ Ngụy Kính đến phủ Tịch Dương hầu gọi Thẩm Dị Cơ ra gặp mặt. Khi Dị Cơ ra ngoài, Lưu Trường rút chùy đồng đeo bên người ra đánh ông. Thẩm Dị Cơ vỡ đầu chết tại chỗ, Lưu Trường sai Ngụy Kính cắt đầu ông. Không rõ năm đó Thẩm Dị Cơ bao nhiêu tuổi.
Lưu Trường đến hoàng cung gặp Văn Đế tự thú và kể 3 tội của ông: một là không làm hết chức phận dẫn đến cái chết của mẹ Trường; hai là không nói giúp để ngăn cản Lã hậu giết mẹ con Thích phu nhân và Triệu vương Như Ý; ba là hùa theo việc Lã hậu phong vương cho họ Lã. Hán Văn Đế nể tình anh em nên không trị tội giết Dị Cơ của Lưu Trường.